# 아시아 근대5종 연맹
아시아 근대5종 연맹(Asian Modern Pentathlon Confederation, AMPC)은 아시아의 근대5종 종목을 총괄하는 국제 스포츠 행정 기구이다.

## 회원국
| 국가                   | 협회                                  | 코드 | 지역   | 설립   | 가맹   | 비고 |
| ---------------------- | ------------------------------------- | ---- | ------ | ------ | ------ | ---- |
| 네팔                   | 네팔 근대5종 연맹                     | NEP  | 아시아 |        |        |      |
| 대한민국               | 대한근대5종연맹                       | KOR  | 아시아 | 1982년 | 1987년 |      |
| 동티모르               | 동티모르 근대5종 연맹                 | TLS  | 아시아 |        |        |      |
| 레바논                 | 레바논 근대5종 연맹                   | LBN  | 아시아 |        |        |      |
| 말레이시아             | 말레이시아 근대5종 연맹               | MAS  | 아시아 |        |        |      |
| 몽골                   | 몽골 근대5종 협회                     | MGL  | 아시아 |        |        |      |
| 바레인                 | 바레인 근대5종 연맹                   | BRN  | 아시아 |        |        |      |
| 방글라데시             | 방글라데시 근대5종 연맹               | BAN  | 아시아 |        |        |      |
| 스리랑카               | 스리랑카 근대5종 연맹                 | SRI  | 아시아 |        |        |      |
| 시리아                 | 시리아 근대5종 연맹                   | SYR  | 아시아 |        |        |      |
| 싱가포르               | 싱가포르 근대5종 협회                 | SGP  | 아시아 |        |        |      |
| 아프가니스탄           | 아프가니스탄 근대5종 연맹             | AFG  | 아시아 |        |        |      |
| 우즈베키스탄           | 우즈베키스탄 근대5종 연맹             | UZB  | 아시아 |        |        |      |
| 이라크                 | 이라크 펜싱 근대5종 연맹              | IRQ  | 아시아 |        |        |      |
| 이란                   | 이란 팬태슬론 협회                    | IRI  | 아시아 |        |        |      |
| 인도                   | 인도 근대5종 연맹                     | IND  | 아시아 |        |        |      |
| 인도네시아             | 인도네시아 근대5종 연맹               | INA  | 아시아 |        |        |      |
| 일본                   | 일본 근대5종 협회                     | JPN  | 아시아 |        |        |      |
| 조선민주주의인민공화국 | 조선민주주의인민공화국 근대5종 연맹   | PRK  | 아시아 |        |        |      |
| 중화 타이베이          | 중화 타이베이 근대5종 바이애슬론 협회 | TPE  | 아시아 |        |        |      |
| 중화인민공화국         | 중국 근대5종 협회                     | CHN  | 아시아 |        |        |      |
| 카자흐스탄             | 카자흐스탄 근대5종 연맹               | KAZ  | 아시아 |        |        |      |
| 카타르                 | 카타르 승마 근대5종 연맹              | QAT  | 아시아 |        |        |      |
| 쿠웨이트               | 쿠웨이트 근대5종 위원회               | KWT  | 아시아 |        |        |      |
| 키르기스스탄           | 키르기스스탄 근대5종 바이애슬론 연맹  | KGZ  | 아시아 |        |        |      |
| 타지키스탄             | 타지키스탄 근대5종 연맹               | TJK  | 아시아 |        |        |      |
| 태국                   | 태국 국가 근대5종 연맹                | THA  | 아시아 |        |        |      |
| 투르크메니스탄         | 투르크메니스탄 근대5종 연맹           | TKM  | 아시아 |        |        |      |
| 파키스탄               | 파키스탄 국가 근대5종 연맹            | PAK  | 아시아 |        |        |      |
| 팔레스타인             | 팔레스타인 근대5종 연맹               | PLE  | 아시아 |        |        |      |
| 필리핀                 | 필리핀 근대5종 협회                   | PHI  | 아시아 |        |        |      |
| 홍콩                   | 홍콩 근대5종 협회                     | HKG  | 아시아 |        |        |      |

## 참고 문헌
- “Asian Modern Pentathlon Confederation - MEMBER FEDERATIONS”. 국제 근대5종 연맹.
- “국제연맹현황”. 대한근대5종연맹.
- “아시아 근대5종 연맹”. 국제 협회 연합.
- “아시아 근대5종 연맹”. 아시아 올림픽 평의회. 2021년 5월 15일에 원본 문서에서 보존된 문서. 2021년 9월 22일에 확인함.

## 같이 보기
- 국제 근대5종 연맹